# Поздняков, Александр Викторович
Александр Викторович Поздняков (род. 16 января 1993 года, город Майкоп, Республика Адыгея, Краснодарский край, Россия) — российский гитарист-виртуоз, актёр театра и кино, певец, композитор и саунд-продюсер.
Актёр Театра Алексея Рыбникова — граф Резанов в авторской версии рок-оперы «Юнона и Авось». Гитарист и вокалист проектов Братья Поздняковы, Братья Рокс, Moscow City Groove Machine, ранее — Black Rocks, Kaiman.
Участник первого сезона музыкального проекта «Голос» на Первом канале.

## Биография

### Семья
- Отец — Виктор Анатольевич Поздняков — композитор, аранжировщик, саунд-продюсер, музыкальный педагог.
- Мать — Светлана Николаевна Позднякова. Образование — педагог начальных классов.
- Родной брат — Никита Поздняков — актёр, певец, саунд-продюсер, композитор, бас-гитарист.

### Ранние годы
Александр Поздняков родился 16 января 1993 года в городе Майкопе, Республика Адыгея. В 1998 году семья Поздняковых переезжает из Майкопа в Москву. Здесь Александр учится в школе № 1078.
Музыкой он увлекается в раннем детстве, большую роль в выборе пути и становлении Александра как творческой личности сыграл отец. На его синтезаторе сын делал первые наброски. Лет в восемь мальчик уже взял в руки гитару, в 11 у него появилась первая электрогитара. Около двух с половиной лет Саша занимался в музыкальной школе по классу классической гитары, дальше осваивал инструмент самостоятельно, под присмотром отца. Виктор Поздняков одновременно занимался с сыном вокалом.
Заразительным близким примером был старший брат Никита, который к тому времени уже делал серьёзные успехи как певец.
Юный Саша не выпускал гитару из рук, отдавал ей всё свободное время, снимая «в ноль» ноту за нотой игру легендарных рок-музыкантов: Ричи Блэкмора, Джимми Пейджа, настоящий переворот в его сознании произвёл Ингви Мальмстин. Он мечтал научиться играть так же, как его кумиры. Позже ряд любимых гитаристов пополнили Стив Вай, Джо Бонамасса, Дэвид Гилмор и другие.

### Музыкальное образование
В 2011—2017 гг. Александр получает образование в Российской академии музыки им. Гнесиных: бакалавриат (факультет «Музыкальное искусство эстрады», направление «Эстрадно-джазовое пение»), затем магистратура (направление «Вокальное искусство»). Учится в классе у педагога Анны Игоревны Рудневой.

### Начало творческого пути
В 2004—2005 гг. Саша Поздняков записывает на сделанные самостоятельно фонограммы несколько каверов на песни группы Nickelback, а также свои песни. Треки, опубликованные на музыкальном портале «Real Music», привлекают внимание к начинающему музыканту в профессиональной среде. Юным дарованием даже заинтересовалась Земфира, которая хотела привлечь Сашу в свою концертную программу.
В 2005 году на свет появляется первый проект братьев Поздняковых — группа «Lance a Lot» (продюсер — Валентин Лабзин). Коллектив исполняет песни в жанре прогрессивного рока, авторы музыки — Виктор Поздняков, юный Саша и его брат Никита. Группа ездит на гастроли, записывает песни для альбома «Осколки Вселенной». Самой известной становится «Исправим мир». На неё снимается клип, песня звучит в эфирах радиостанций.
В 2008 году, в 15 лет, Александр становится гитаристом известной московской кавер-рок-группы «Кайман». Её лидер — Юрий (Кайман) Сигайлов. Коллектив выступает в столичных ночных клубах, в программе — классический рок и хард-рок. Александр Поздняков — не только гитарист, но и сольно исполняет в программе несколько песен.

### С 2009 г. по настоящее время
- 2009 г. — вместе с родным братом Никитой Поздняковым Александр создаёт собственный проект — рок-группу Black Rocks[4]. Коллектив исполняет лучшие зарубежные рок- и поп-хиты.
- В этом же году, в 16 лет, Александр Поздняков побеждает во Всероссийском конкурсе «Многоликая гитара» (1-е место в номинации «Рок-гитара»)[5][6]. Александр играет инструментальные композиции Ингви Мальмстина, Стива Вая и собственную — Collection Of Emotions.
- В 2010 г. Александр как гитарист, вокалист, композитор и аранжировщик начинает вместе с братом Никитой активно работать над авторским музыкальным материалом для дебютного альбома их группы Black Rocks.
- В 2011 году Александр Поздняков входит в ТОП-10 молодых гитаристов мира, став финалистом Всемирного гитарного конкурса Guitar Idol III в Лондоне, причём со своей авторской композицией — When The Sun Goes Down[5][7].
- И ещё 2011 год приносит победу в открытом чемпионате Москвы среди кавер-исполнителей — лучшей становится созданная братьями Поздняковыми группа Black Rocks, в которой Александр — гитарист и вокалист[6].
- Также в 2011 году Александр Поздняков становится актёром Театра Алексея Рыбникова[4]. В авторской версии рок-оперы «Юнона и Авось» (музыка Алексея Рыбникова, стихи Андрея Вознесенского) он сначала играет человека в чёрном (гитарист) и морского офицера. Позже, в 2018 году — в неполные 26 лет — ему доверяют главную роль — графа Резанова. И в театре рождается творческий феномен — Резанова играют два родных брата — Никита и Александр Поздняковы.
- 2012 год. Сразу несколько важных вех в творческой биографии Александра. Одна из них — участие в первом сезоне проекта «Голос» на Первом канале[8].
- В 2012 году Александр впервые играет роль Наполеона в поставленном в Театре Алексея Рыбникова спектакле «Аллилуйя любви». В него были включены фрагменты современной оперы композитора по роману «Война и мир», в том числе Ария Наполеона[9].
- 23 октября 2012 г. — электронный релиз дебютного англоязычного альбома группы Black Rocks — I’d Rather Be Alone, музыку к большинству треков которого написал Александр Поздняков. Автор всех текстов — русскоязычный поэт из Канады Александр Летавин. Альбом создан в жанре коммерческого хард-рока, записан и сведён в студии братьев Поздняковых Black Studio.
- В качестве гитариста и аранжировщика Александр Поздняков участвует в подготовке альбома Григория Лепса «Полный вперёд!» (релиз в 2012 году)[10].
- Июнь 2013 г. — участие в Международном фестивале «Rock Summer-25» в Таллине (гитарист и вокалист группы Black Rocks)[11].
- 10 августа 2013 года вместе с братом Никитой Поздняковым, Анастасией Спиридоновой и Лизой Пурис исполняет гимн России на торжественной церемонии открытия чемпионата мира по лёгкой атлетике в Москве[12].
- Ноябрь 2013 г. — в Брюсселе участвует в церемонии выбора столицы Зимней Универсиады-2019. В дуэте с певицей Анастасией Спиридоновой исполняет гимн Универсиады в Красноярске.
- 2014 г. — Братья Поздняковы и группа Black Rocks дают сольный концерт в Московском международном Доме музыки. Большую часть программы составляют песни на музыку Александра и Никиты Поздняковых из будущего альбома на русском языке[13].
- Май 2015 г. — Александр с братом Никитой принимают участие (в качестве бэк-вокалистов и музыкантов российской певицы Полины Гагариной) в конкурсе «Евровидение-2015» в Вене[14][15]. С песней A Million Voices Полина при поддержке своей команды занимает второе место.
- В качестве аранжировщика и композитора в 2015 году Александр Поздняков работает над мюзиклом «Затерянный мир» для «Москвариума»[6].
- Октябрь 2017 г. — участие в Церемонии закрытия XIX Всемирного фестиваля молодёжи и студентов в Сочи. Александр и Никита Поздняковы выступают саунд-продюсерами шоу. Кроме того, они основная группа церемонии. Под их руководством рок-оркестр, где братья — солисты и гитаристы — исполняет полтора десятка мировых хитов в авторской аранжировке[16][17].
- Апрель 2018 года — релиз альбома Братьев ПОздняковых «Начать с нуля» (Media Land)[18]. Александр Поздняков — гитарист, вокалист, композитор и аранжировщик, а также автор текстов некоторых песен: «Перепутанные», «Порок» (вместе с Никитой Поздняковым), бонус-треки «Нет денег» и «Мой отец». Автор большей части текстов — известный поэт-песенник Константин Арсенев. Альбом записан и сведён в студии братьев «Побратим Production».
- В 2017 г. Александр Поздняков озвучивает вокальные партии в ледовом мюзикле Татьяны Навки «Руслан и Людмила»: Финн, Рогдай, Голова[19]. В проекте участвуют такие звёзды отечественной эстрады, как Ани Лорак, Филипп Киркоров, Александр Панайотов. Композитор — Роман Игнатьев. В 2018 году этот мюзикл на льду был удостоен премии «Звезда театрала» (номинация «Лучший театрализованный проект»)[20].
- В качестве аранжировщика, гитариста и вокалиста Александр Поздняков участвует в получившем широкую популярность в интернете проекте «Росатома» #10песенатомныхгородов (продюсер Тимур Ведерников)[21]. Этот музыкальный проект — часть культурно-просветительской программы «Территория культуры Росатома» — объединил сотни талантливых исполнителей из разных городов России.
- 2019 г. — Александр Поздняков становится солистом и гитаристом Moscow City Groove Machine (MCGM) — продюсерского кавер-проекта известного рок-музыканта и композитора Леонида Гуткина.
- В этом же году Александр озвучивает партию Ворона в мюзикле Татьяны Навки «Спящая красавица. Легенда двух королевств» (композитор Сергей Ковальский)[22]. Премьера ледового шоу состоялась в декабре 2019 года во Дворце спорта «Мегаспорт».
- В 2020 г. Александр Поздняков (гитара, лидер-вокал) вместе с братом Никитой Поздняковым участвует в записи российской музыкальной группой Leonid & Friends кавер-версии композиции Stormbringer рок-группы Deep Purple. Музыкальное видео Stormbringer — Leonid & Friends feat. Alexander and Nikita Pozdnyakov (Deep Purple cover) привлекает внимание барабанщика легендарной группы Ian Paice. 4 ноября 2020 г. он размещает на своём канале в YouTube видео с реакцией на этот кавер от российских музыкантов. Иэн Пейс говорит о том, что у них действительно получилось. По итогам просмотра он отмечает, что очень впечатлён[23].

### Проект «Голос»
В 2012 году Александр Поздняков принимает участие в первом сезоне музыкального шоу «Голос» на Первом канале. Идея попробовать силы в проекте нового для России формата принадлежала старшему брату Никите, которому это показалось интересным. В итоге оба подали заявку и успешно прошли кастинг.
Александру на тот момент было 19 лет. Но на прослушивании вслепую он так по-взрослому профессионально исполнил песню из репертуара Джо Кокера «You can leave your hat on», что к нему повернулись сразу три наставника: Леонид Агутин, Пелагея и Дима Билан. Александра Градского очень удивил юный возраст исполнителя. Все три наставника хотели заполучить парня в свою команду. Александр выбрал Леонида Агутина.
На этапе «Поединки» Александр Поздняков исполнил в дуэте с Александрой Барташевич песню «Crazy» из репертуара
Gnarls Barkley. Наставники оценили виртуозную игру на гитаре и роскошный тембр артиста.
Александр прошел в следующий тур, в котором соревновался с Эдвардом Хачаряном. На этапе «Нокауты» молодой певец исполнил «Романс» из репертуара Николая Носкова. Пелагея поддержала Александра и отметила, что у него за каждым звуком целая библиотека мировой музыки, которую он впитал и наполнил своим темпераментом. А Леонид Агутин заявил:

 «Я никогда в жизни, Саша, не слышал в 19 в 20 лет, чтобы был парень такой красавец, с баритоном, и чтобы он так вкладывал идеально каждую ноту. И не просто вкладывал ноту, а ещё держал, ещё имел уже за спиной некий рюкзак, уже наполненный, из которого мог доставать вот эти взрослые совершенно эмоции… как можно справиться с „Романсом“ Николая Носкова не хуже Николая Носкова я не понимал. Ты представитель новой формации людей».
Тем не менее, в следующий тур наставник отправил соперника Александра.

## Роли в Театре Алексея Рыбникова
- Граф Резанов, граф Румянцев, отец Ювеналий, Федерико, человек в чёрном (гитарист) в рок-опере «Юнона и Авось» (режиссёр А. Рыхлов).
- Наполеон в опере-драме «Le Prince André. Князь Андрей Болконский» по мотивам романа Льва Толстого «Война и мир».
- Разбойник Черныш в мюзикле «Волк и семеро козлят» (режиссёр Александр Рыхлов).

## Фильмография

### Роли в кино и сериалах
- 2016 г. (съемки 2014—2015) — телесериал «Тайна кумира» (кинокомпания SF Production, режиссёр Александр Баранов). Роль — Алексей Стебунов.
- 2015 г. — авторское кино «Дух Соноры» (режиссёр Алексей Рыбников), по мотивам рок-оперы «Звезда и смерть Хоакина Мурьеты». Роль — гитарист.
- 2016—2017 гг. (съемки) — телесериал «Перепутанные» (режиссёр Вячеслав Никифоров). Роль — Степан.
- 2018 г. — телесериал «Посольство» (режиссёр Артем Аксененко) — эпизод (журналист).

### Песни, музыка в кино
- 2011 г. — «Услада» (исполнил вместе с Ксенией Лариной) — OST фильма «Самка» (реж. и композитор Григорий Константинопольский).
- 2013 г. — «Песня Пуфика» (музыка и текст Алексея Кортнева, аранжировка — Пузыня В. С.) — телесериал «Кукушечка» (реж. Григорий Константинопольский).
- 2015 г. — «Мой отец» и «Эта музыка твоя» (музыка Александра Позднякова, исполнители — автор, Братья ПОздняковы) — саундтрек т/с «Тайна кумира» (реж. Александр Баранов).
- 2016—2017 гг. — Несколько песен Александра Позднякова, в том числе «Перепутанные» (муз. и сл. А. Поздняков) вошли в саундтрек сериала «Перепутанные» (реж. Вячеслав Никифоров).

## Награды
| 2009 г. | Всероссийский конкурс «Многоликая гитара». Номинация «Рок-гитара»                                      | Первое место      |
| 2011 г. | Всемирный гитарный конкурс Guitar Idol III (London final battle)                                       | Финалист — ТОП-10 |
| 2011 г. | Открытый чемпионат Москвы среди кавер-исполнителей (в составе группы Black Rocks — гитарист, вокалист) | Первое место      |

## Альбомы
- 2005 г. — Осколки Вселенной (в составе группы Lance a Lot)
- 2012 г. — I’d Rather Be Alone (в составе группы Black Rocks)
- 2015 г. — Rockers (Black Rocks feat. Dmitry Rocker)
- 2018 г. — Начать с нуля — Братья ПОздняковы (Media Land)